# Johnrehnia
Johnrehnia är ett släkte av kackerlackor. Johnrehnia ingår i familjen småkackerlackor.

## Dottertaxa tillJohnrehnia, i alfabetisk ordning[1]
- Johnrehnia areolata
- Johnrehnia australiae
- Johnrehnia barmoyana
- Johnrehnia bellendenkerensis
- Johnrehnia bulburina
- Johnrehnia canoblaensis
- Johnrehnia concisa
- Johnrehnia contraria
- Johnrehnia ensifera
- Johnrehnia federala
- Johnrehnia fisherana
- Johnrehnia geniculuteola
- Johnrehnia gingerana
- Johnrehnia hinchbrookensis
- Johnrehnia hodgkini
- Johnrehnia intermedia
- Johnrehnia ironiana
- Johnrehnia kaputarensis
- Johnrehnia kroombitopsensis
- Johnrehnia labecula
- Johnrehnia lakebarrina
- Johnrehnia liturata
- Johnrehnia oneilorum
- Johnrehnia pantaziorum
- Johnrehnia paraconcisa
- Johnrehnia porongoropsensis
- Johnrehnia rentzi
- Johnrehnia rosei
- Johnrehnia ruggi
- Johnrehnia solida
- Johnrehnia specensis
- Johnrehnia tibiarubrum
- Johnrehnia tibrogargana
- Johnrehnia timberlakeae
- Johnrehnia triramosa
- Johnrehnia wombatensis